# 奥伦代恩
奥伦代恩（西班牙語：Orendáin）是西班牙巴斯克自治区吉普斯夸省的一个市镇。总面积6平方公里，总人口143人（2001年），人口密度24人/平方公里。